# Озеро Святое (Черниговская область)
«Озеро Святое» — часть Межреченского регионального ландшафтного парка (с 2002 года), гидрологический памятник природы общегосударственного значения (1981—2002), расположенный в Черниговском районе на правом берегу Десны (Черниговская область, Украина). Площадь — 70 га, охранная зона — 720 га. Государственный кадастровый номер — 6ВЖ0000Ж0003. Находится в ведении Коропьевского сельсовета.
Статус памятника природы присвоен постановлением Совета Министров УССР от 30.03.1981 № 165 для охраны в природном состоянии одноимённого озера, которое служит как стабилизатор гидрологического режима прилегающих территорий.
Ближайший населённый пункт — село Коропье Козелецкого района Черниговской области Украины, город — Остёр.

## Природа
Озеро окружено сосновом лесом. Богатый растительный мир: камыш, кувшинка желтая, кувшинка белая, горчак земноводный. Из редких видов растут чилим (водяной орех плавающий) и сальвиния плавающая, занесённая в Красную книгу Украины. Богатый животный мир.
Прибрежную полосу озера формируют сообщества рогоза широколистного и тростника обыкновенного (камыш). На водном зеркале формируются сообщества с участием кубышек жёлтых (Nuphar lutea) и кувшинок снежно-белых (Nymphaea candida). Озеро зарастает по краям путём формирования сфагновых сплавин (зыбунов). Открытое водное зеркало осталось только посредине озера, а основную часть его площади занимают сообщества мезотрофных болот: осоково-сфагновые с осокой пышноплодной (Carex lasiocarpa) и осокой вздутой (Carex rostrata), камышово-сфагновые. Местами присутствуют участки с преобладанием пушицы широколиственной (Eriophorum latifolium) и клюквы болотной (Oxycoccus palustris) на цельном сфагновом покрытии.
Виды, занесённые в Красную книгу Украины: росянка промежуточная (Drosera intermedia). Виды, занесённые в Зелёную книгу Украины: кувшинка снежно-белая (Nymphaea candida) и кубышка жёлтая (Nuphar lutea).